# Burma-kriel
Het kippenras Burma-kriel komt, zoals de naam al suggereert, uit Burma. De Burma is een zeer oud ras dat zo nu en dan door zeelieden mee naar Engeland werd genomen. Vermoed wordt dat dit ras aan de wieg heeft gestaan van rassen als de Nederlandse sabelpootkriel en Chabo. Tot in de jaren 1990 waren er alleen vage beschrijvingen van de Burma bekend, omdat het ras in het westen al 50 jaar niet was gezien. In 1990 zijn fokkers begonnen met het terugfokken van de Burma. Hierbij is gebruikgemaakt van Chabo's, Cochinkrielen, Ukkelse baardkrielen en Crève-Coeurkrielen.

## Uiterlijk
Het Burma-kriel heeft een diepe lichaamsbouw, dit wordt visueel versterkt door de lage beenstelling van de Burma. De poten zijn voorzien van sterke voetbevedering. De bevedering op de dijen loopt over in gierhakken, dit zijn stijve naar benedenwijzende veren. De vleugels worden laag en naar benedenwijzend gedragen. De kop is voorzien van een vrij kleine kuif, korte kinlellen en doorntjeskam met een V-vormig uiteinde. De staart wordt hoog gedragen. Momenteel is zwart de enige erkende kleurslag, maar er wordt gewerkt aan andere kleurslagen zoals wit, geel-zwartstaart en goudhalzig-zwart.

## Eigenschappen
Door het geringe formaat van de kippen kunnen ze op een kleinere oppervlakte worden gehouden. Door de voetbevedering en kuif moeten ze in een droog en afgedekt hok gehouden worden. De Burma is rustig en vertrouwelijk van aard. De hennen leggen naar verhouding van hun lichaamsgewicht een goed formaat ei.